# Евротройка

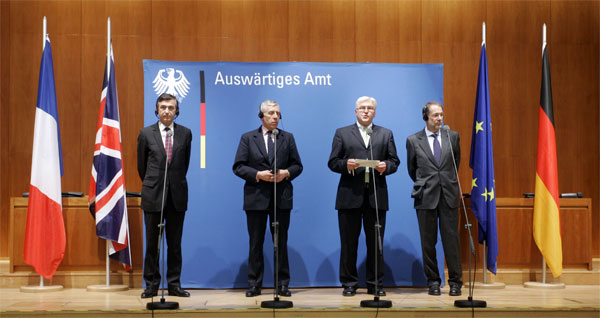
Министры иностранных дел Евротройки, 2006 год

Евротройка (англ. EU 3) — имеется в виду три европейских страны: Франция, Германия и Великобритания, объединённые своим статусом, мощью и влиянием в пределах Евросоюза. Евротройка пытается вести политику Евросоюза, в частности внешнюю политику. К примеру, их попытка закрыть ядерную программу Ирана.
Евротройка+3 (иногда Е3+3) — относится к Евротройке с Китаем, Россией и США. Это понятие введено после того, как эти три страны присоединились к обсуждению с Ираном его ядерной программы.